# Gut Zengermoos
Das Gut Zengermoos ist ein landwirtschaftliches Anwesen in der Gemeinde Moosinning im Landkreis Erding in Oberbayern (Deutschland). Es liegt im Erdinger Moos im Norden von München rund 3 Kilometer östlich der Bahnstrecke München Ost–München Flughafen (Flughafen-S-Bahn). Es besitzt heute eine Betriebsfläche von 38 Hektar. Die Siedlung Zengermoos entstand erst in den 1980er Jahren durch Ansiedlung von Bauern, die durch den Bau des Flughafens München verdrängt worden waren; die Gebäude des Guts werden teils als Wohnungen für städtische Bedienstete genutzt, teils sind sie an Gewerbetreibende verpachtet.

## Geschichte
Das Gut geht wie verschiedene andere Güter im Erdinger Moos auf die hauptsächlich der Torfgewinnung, daneben aber auch der Landwirtschaft dienende Mooskultivierung der 1850er Jahre zurück. Der Almsandboden des Moors eignete sich besonders für Getreideanbau, Futterpflanzenanbau, Kartoffeln, Kraut und Gartengewächse. Es wurde von Johann Nepomuk Zenger aus Erolzheim in Württemberg begründet, der zahlreiche Moosgründe und Hofstellen von insgesamt 41 Besitzern erwarb. Zengers Besitz umfasste mehr als 700 Hektar, von denen rund 600 dem Torfabbau dienten. Die Namensgebung erfolgte 1851, sie wurde 1855 amtlich bestätigt. 1879 kam das Gut im Erbweg an Zengers Sohn Max Ludwig, der 1890 verstarb. Das verschuldete Anwesen wurde 1891 von Johann Michael (III.) Ritter von Poschinger, einem Glasfabrikanten in Zwiesel im Bayerischen Wald, erworben, der den Torfabbau in großem Stil betrieb und 1894 den Ismaninger Besitz des damaligen Schlossherrn Graf Richard von Walderdorff sowie 1896 den Karlshof, ein ehemaliges Vorwerk des Schlossguts Ismaning, übernahm. Noch im Jahr 1896 wurde die 13 Kilometer lange Torfbahn vom Schloss Ismaning zum Zengerhof in Betrieb genommen. 1899 schenkte Poschinger das Schlossgut, das Gut Zengermoos und den Karlshof der Stadt München. Die Torfstecher kamen vorwiegend aus dem Bayerischen Wald und aus der Oberpfalz; ein Teil von ihnen siedelte sich im Moos an. Das Schloss wurde 1919 Eigentum der Gemeinde Ismaning. 1993 wurde das Gut Zengermoos (wieder) von der Landeshauptstadt München erworben und im Folgejahr auf ökologischen Landbau umgestellt.